# Alte Pinakothek
L’Alte Pinakothek (en français, l’Ancienne Pinacothèque, du grec πινακοθήκη / pinakothêkê, « dépôt de tableaux »), est un musée de Munich, capitale de la Bavière en Allemagne. L'Alte Pinakothek compte parmi les plus riches et les plus vastes collections d'œuvres d'art du monde. Elle est l'expression directe de la passion que la maison de Wittelsbach manifesta pour la peinture. Ses galeries sont essentiellement consacrées à l'art européen du XIIIe au XVIIIe siècle. L’Alte Pinakothek forme avec la Neue Pinakothek (XVIIIe – XIXe siècles) et la Pinakothek der Moderne (XXe siècle) un gigantesque complexe muséographique.

## Historique
L'institution fut fondée au XVIe siècle par le duc Guillaume IV de Bavière, qui commanda des scènes historiques aux peintres les plus réputés de son temps. L'Alte Pinakothek proprement dite fut fondée par le roi Louis Ier de Bavière, qui en confia la construction en 1826 à l'architecte néoclassique Leo von Klenze. Après 10 ans de travaux, la Pinacothèque ouvrit en 1836. Elle comptait alors parmi les plus grands musées au monde. L'élégance classique de ce long corps de bâtiment, la qualité de ses salles d'exposition (on ne pouvait rêver mieux à l'époque), firent de ce chef-d'œuvre un modèle pour l'architecture muséale internationale. Il n'en fallait pas moins pour une telle collection, parmi les plus riches au monde, et ses trésors de la peinture du XVe siècle au XVIIIe siècle. On la doit à la passion du roi Louis Ier, mais aussi aux merveilles accumulées depuis le XVIe siècle par les Wittelsbach.
Le bâtiment de 1826 fut très endommagé au cours de la Seconde Guerre mondiale, mais les collections entreposées dans différents lieux ne subirent aucun dommage majeur. Il est reconstruit par la suite et rouvert au public en 1957.
L'Alte Pinakothek a été partiellement fermée de 2014 à 2017 pour cause de rénovations.

## La collection
Environ 800 peintures sont exposées en permanence dans 19 salles et 47 cabinets. Des expositions temporaires ont lieu régulièrement.

### Peinture allemande duXIVeauXVIIesiècle
L’Alte Pinakothek possède l'une des plus importantes collections mondiales de peinture allemande ancienne, notamment des œuvres de Stefan Lochner, d'Albrecht Dürer (Les Quatre Apôtres, l’Autoportrait à la fourrure), d'Albrecht Altdorfer (la Bataille d'Alexandre), de Lucas Cranach l'Ancien, de Hans Holbein l'Ancien, ainsi que de Matthias Grünewald, Michael Pacher, Hans Baldung Grien, Hans von Aachen, Adam Elsheimer, ou Johann Liss. 
- Albrecht Altdorfer, sept peintures :
  - La Bataille d'Alexandre ;
  - Suzanne au bain ;
  - Nativité de la Vierge ;
  - 3 toiles de La Légende de Saint Florian ;
  - Saint Georges et le dragon en forêt ;
  - Paysage du Danube avec le château de Worth.
- Hans Baldung, sept peintures :
  - Figure féminine allégorique avec miroir, serpent, cerf et biche ;
  - Figure féminine allégorique avec recueil de chant, violon et chat ;
  - Comte palatin, dit Philippe le guerrier ;
  - Christophe Ier, Margrave de Bade ;
  - Portrait du Commandeur strasbourgeois Jean Balthasar Gherardi ;
  - Naissance du Christ ;
  - Marie en reine du ciel (achat en 2025)
- Lucas Cranach l'Ancien, dix peintures dont :
  - Adam et Ève ;
  - Pyrame et Thisbé ;
  - Lamentation sous la Croix ;
  - Triptyque de la Passion ;
  - Vierge à l'Enfant avec le jeune saint Jean
  - Le Suicide de Lucrèce ;
  - L'Age d'or ;
  - Portrait de dame ;
  - Portrait du duc Jean de Saxe.
- Albrecht Dürer, dix peintures :
  - Autoportrait à la fourrure ;
  - Les Quatre Apôtres ;
  - Retable Jabach ;
  - Déploration du Christ ;
  - Portrait d'Oswald Krell ;
  - Polyptyque des Sept Douleurs (panneau central) ;
  - Retable Paumgartner ;
  - Madone à l'œillet ;
  - Le Suicide de Lucrèce ;
  - Portrait d'un jeune homme.
- Matthias Grünewald, deux peintures :
  - Le Christ outragé ;
  - Saint Erasme et Saint Maurice.
- Hans Holbein l'Ancien, Le Martyre de saint Sébastien.
- Hans Maler, une peinture, Portrait de Wolfgang Ronner.

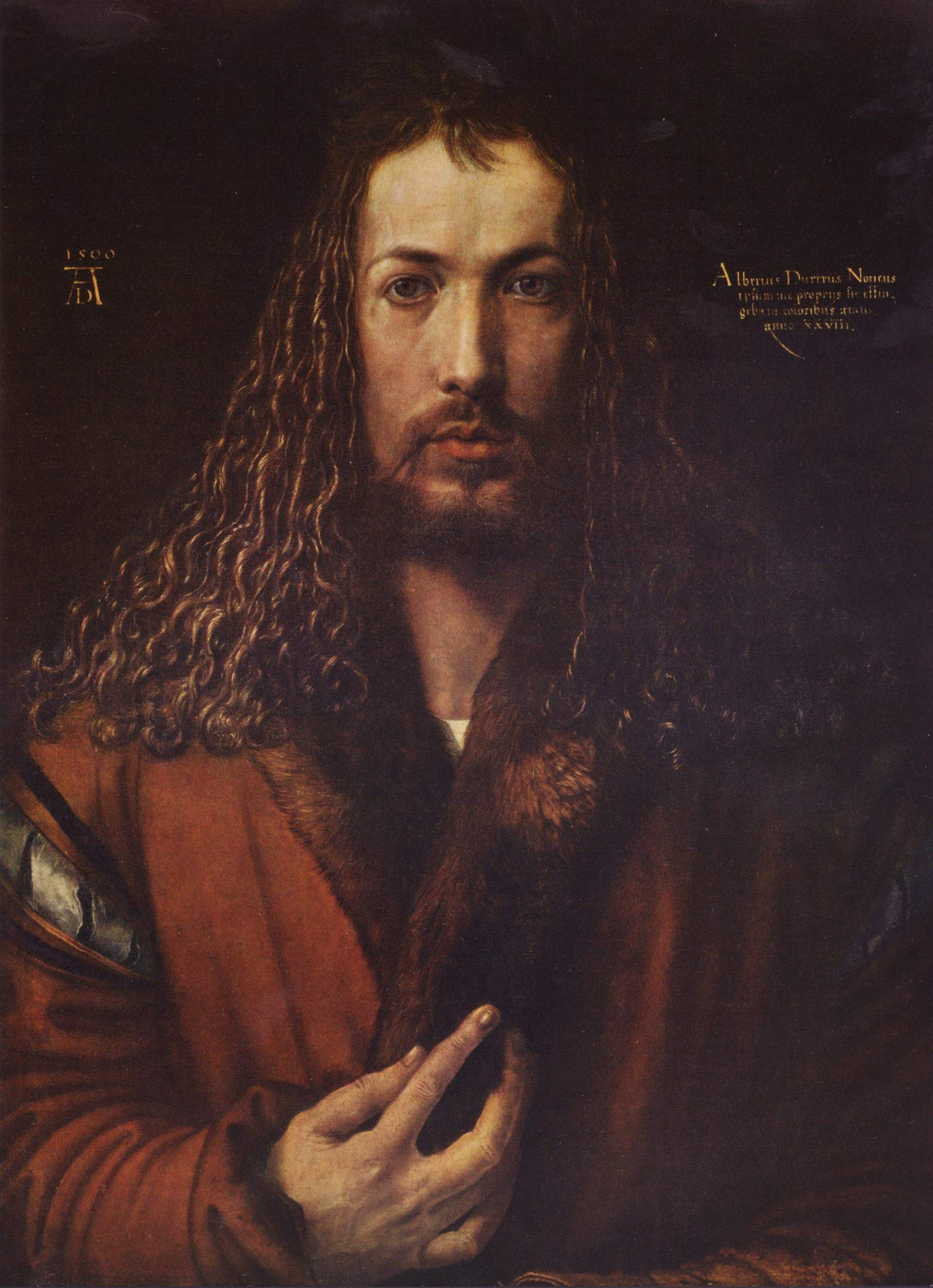
Albrecht Dürer, Autoportrait, 1500
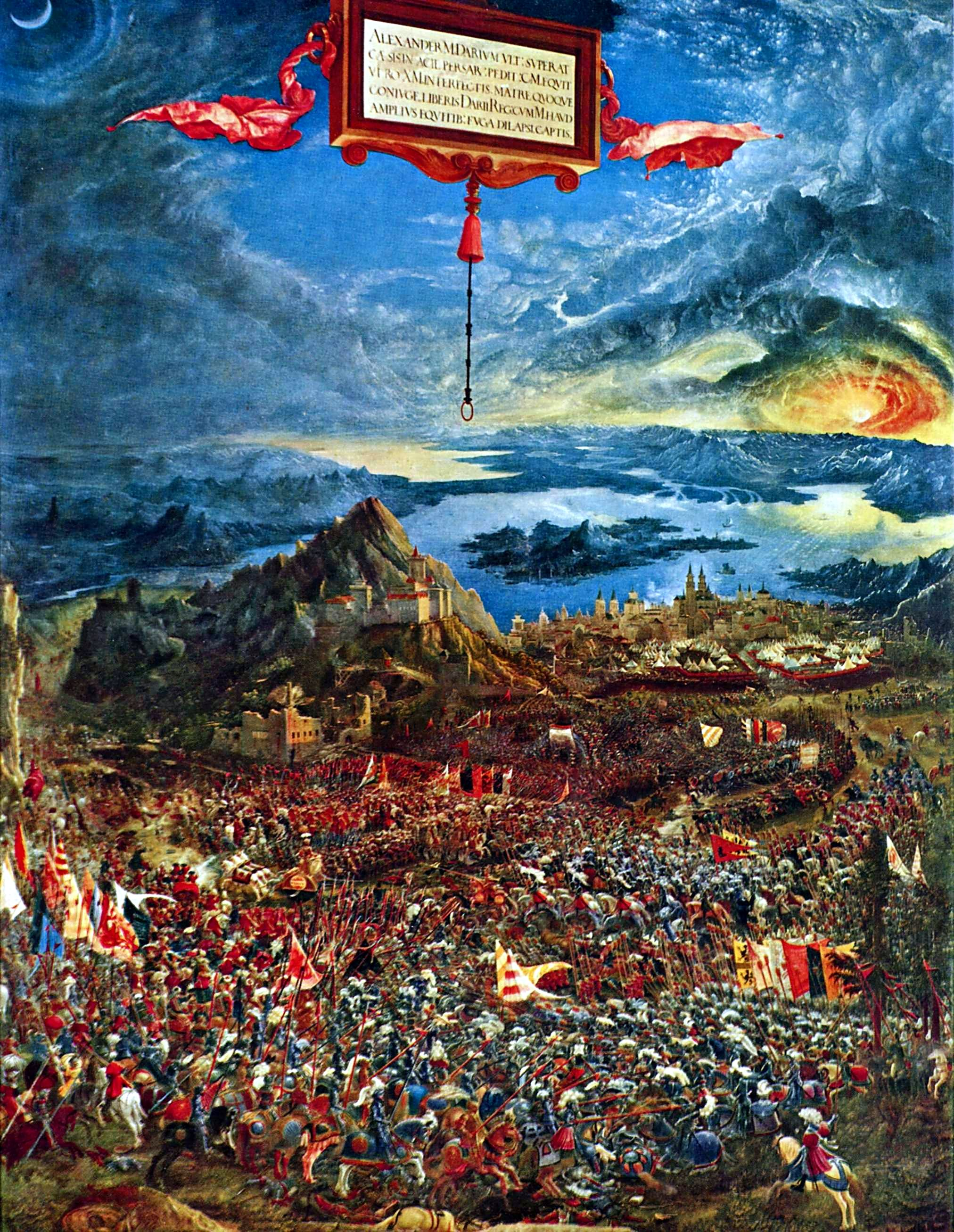
Albrecht Altdorfer, La Bataille d'Issos, 1529
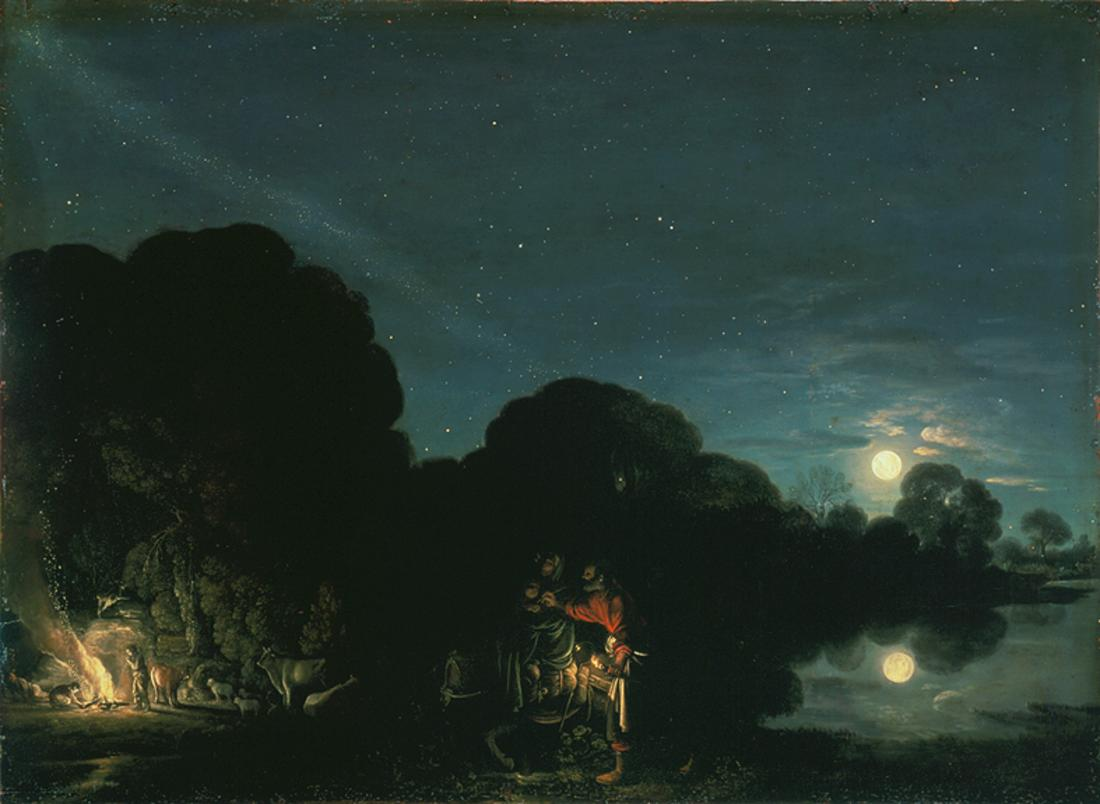
Adam Elsheimer, La Fuite en Égypte, c. 1609

### Peinture hollandaise duXIVeauXVIIesiècle
L'exceptionnelle collection de peinture hollandaise, l'une des plus réputées au monde, comprend notamment des chefs-d'œuvre de Dierick Bouts (Ecce Agnus Dei), de Lucas van Leyden, d'un suiveur de Jérôme Bosch (Fragment du Jugement Dernier), de Rembrandt van Rijn, de Pieter Lastman, de Frans Hals, d'Adriaen van Ostade, de Jan Steen ou encore de Gerard Terborch.
- Bosch (ou école), Fragment du Jugement dernier.
- Gerard David, une peinture : L'Adoration des mages.
- Hals, deux peintures dont le Portrait de Willem van Heythuysen.
- Hobbema, une peinture : Paysage forestier.
- Gerrit von Honthorst : La Joyeuse compagnie (ou Le fils prodigue).
- Rembrandt, onze peintures dont : 
  - Autoportrait adolescent ;
  - Autoportrait en 1712 ;
  - Le Sacrifice d'Isaac ;
  - La Sainte Famille ;
  - Homme en costume oriental ;
  - Erection de la croix ;
  - Descente de croix ;
  - Mise au tombeau ;
  - La Résurrection ;
  - L'Ascension.
- J. van Ruysdael, cinq peintures.

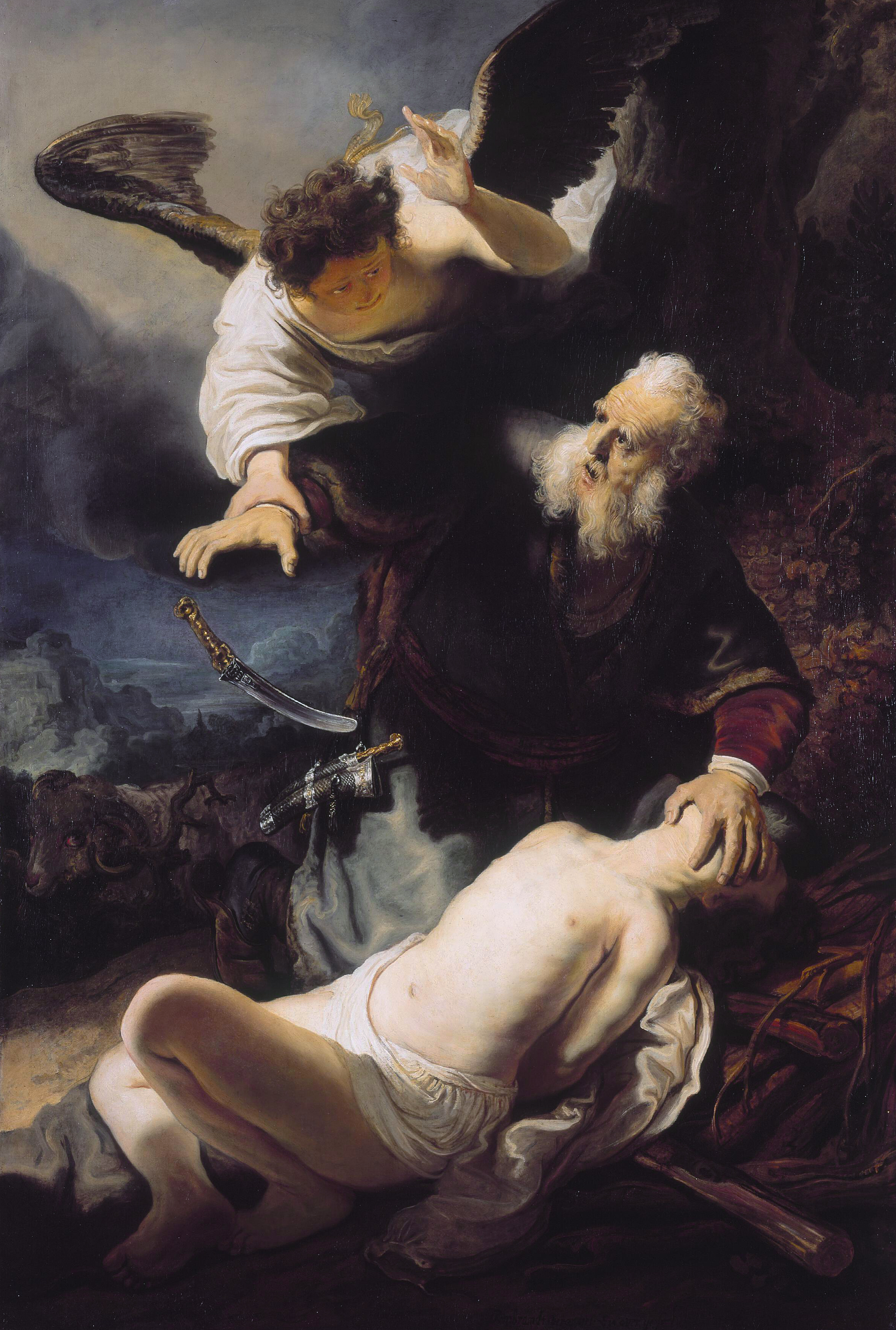
Rembrandt van Rijn, Le Sacrifice d'Isaac, 1636
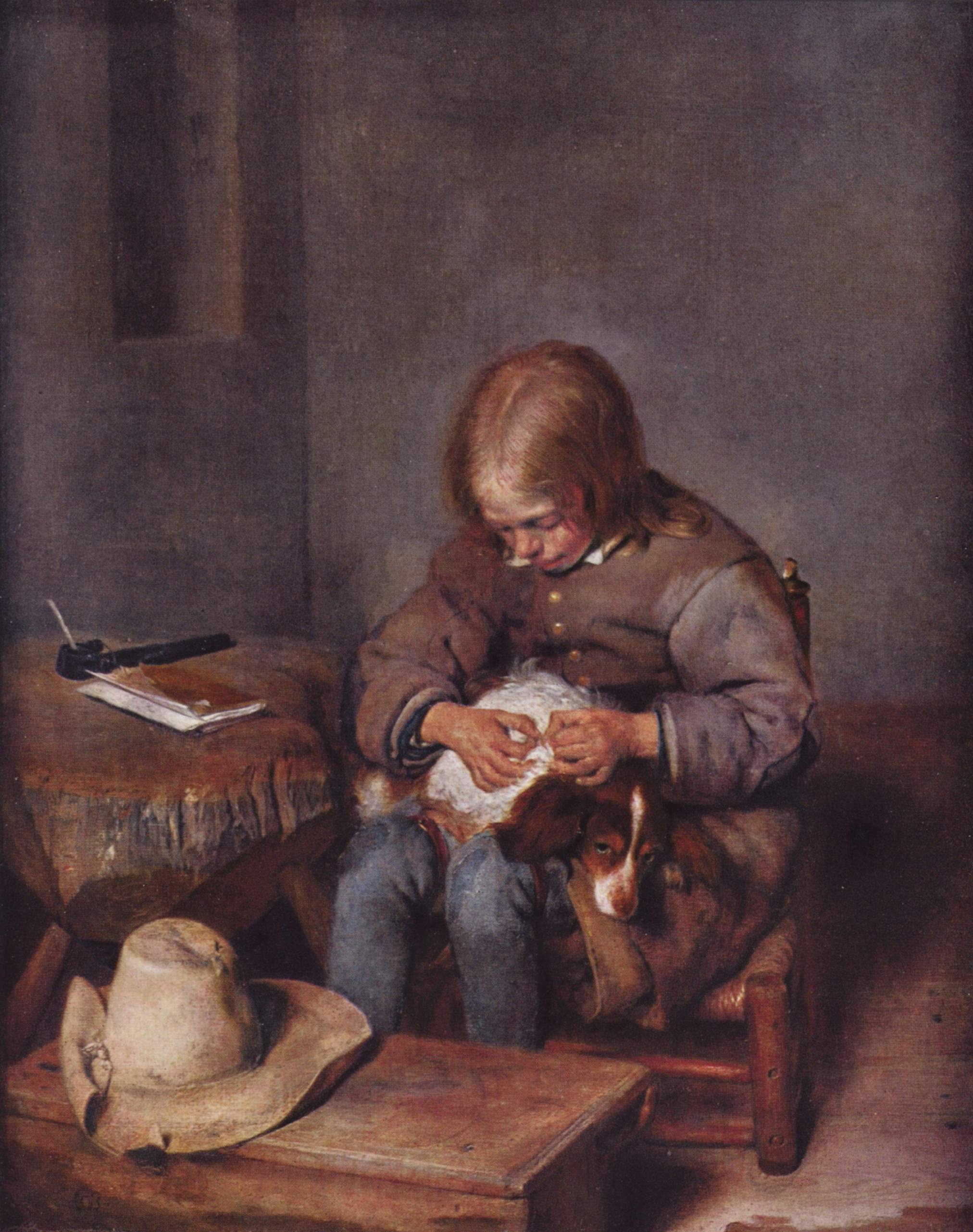
Gerard ter Borch, L'attrape-puces, milieu XVIIe s.

### Peinture flamande duXIVeauXVIIesiècle
La collection de peinture flamande est également très fournie et comprend des œuvres de Rogier van der Weyden, Hans Memling, Jan Mabuse, Pieter Brueghel l'Ancien (Tête de paysanne), Jan Brueghel l'Ancien, Pierre Paul Rubens (Sous la tonnelle de chèvrefeuille, La Chasse au lion, Le Massacre des Innocents), Jacob Jordaens, Antoine Van Dyck (Suzanne et les vieillards) et Adriaen Brouwer. La collection de Rubens est l'une des plus importantes au monde ainsi que celle de tableaux de Van Dyck.
- Pieter Bruegel l'Ancien, deux peintures : 
  - Le Pays de Cocagne ;
  - Tête de paysanne.
- Jan Brueghel l'Ancien, Le Grand Marché aux poissons.
- Jordaens, trois peintures dont : 
  - Le Satyre chez le paysan ;
  - Allégorie de la fertilité ;
  - Les vieux chantent, les jeunes gazouillent.
- Mabuse, Danaé.
- Memling, cinq peintures dont : 
  - Avènement et triomphe du Christ ;
  - Diptyque de Munich ;
  - Saint Jean l'évangéliste.
- Metsys, une peinture.
- Rubens, quarante-et-une peintures dont : 
  - Sous la tonnelle de chèvrefeuille ;
  - La Chasse au lion ;
  - La Chasse à l'hippopotame et au crocodile ;
  - Deux Satyres ;
  - L'Enlèvement des Filles de Leucippe ;
  - Le Massacre des Innocents ;
  - Hélène Fourment et son fils Frans ;
  - Le Grand Jugement Dernier ;
  - Silène ivre ;
  - La Guirlande de fruits ;
  - La Défaite de Sennacherib.
- Van Dyck, vingt-et-une peintures dont :
  - Suzanne et les vieillards ;
  - Autoportrait ;
  - Portrait d'Isabella Brant ;
  - Repos pendant la fuite en Egypte ;
- Van der Weyden, deux peintures :
  - Retable de Sainte-Colombe ;
  - Saint Luc dessinant la Vierge.

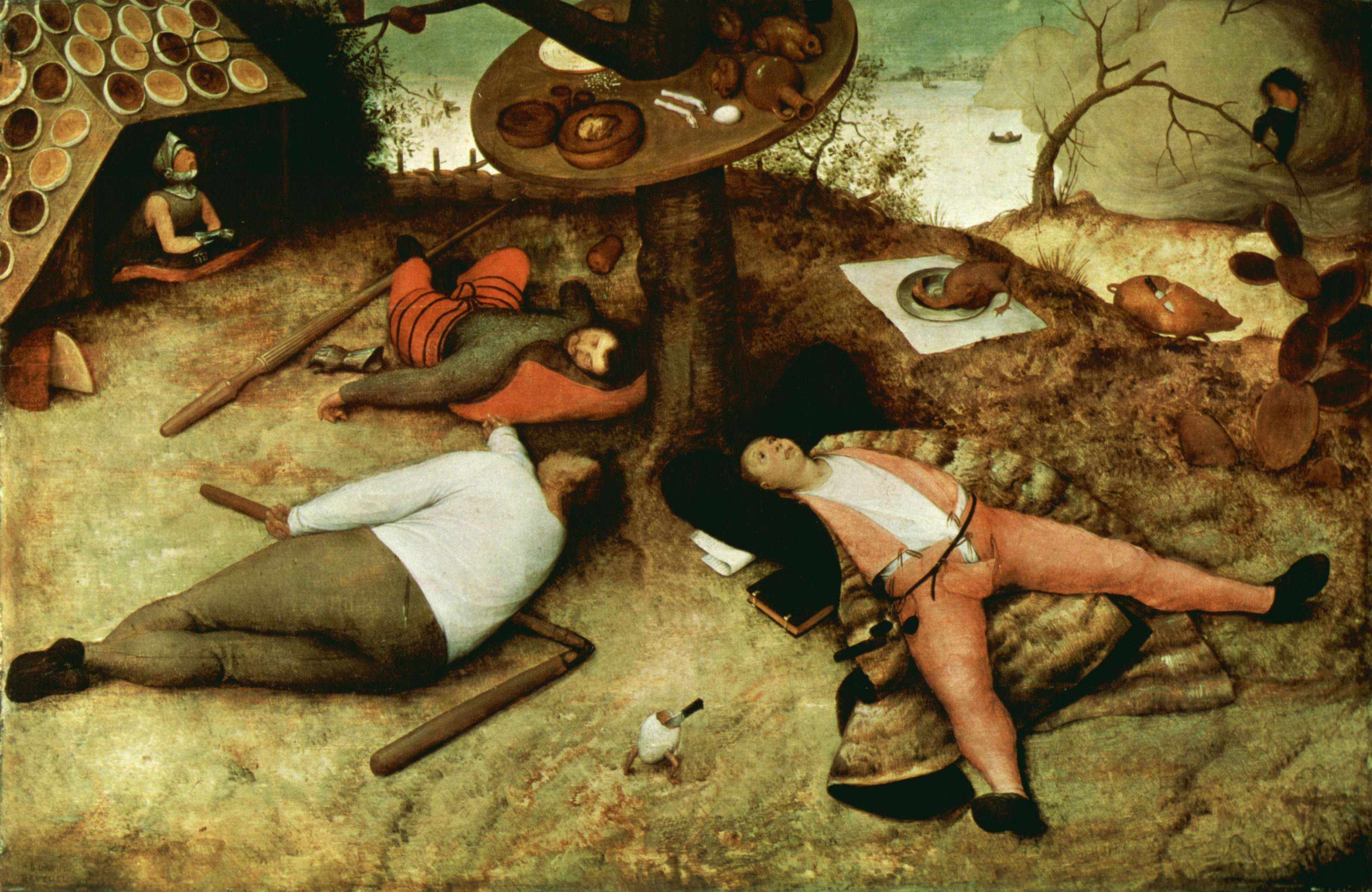
Pieter Bruegel l'Ancien, Le Pays de Cocagne, 1567
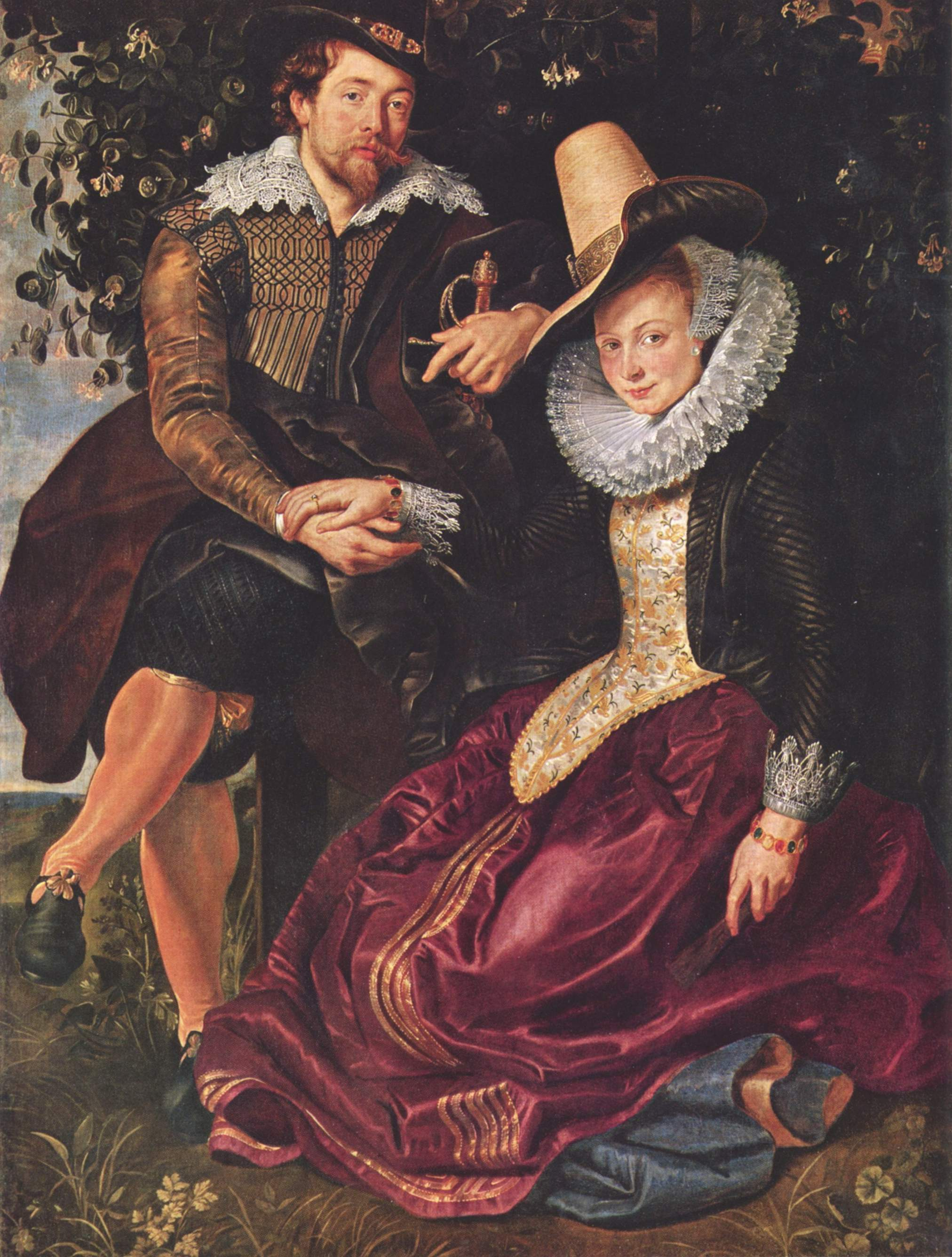
Rubens, Sous la tonnelle de chèvrefeuille, autoportrait avec Isabelle Brant, 1609
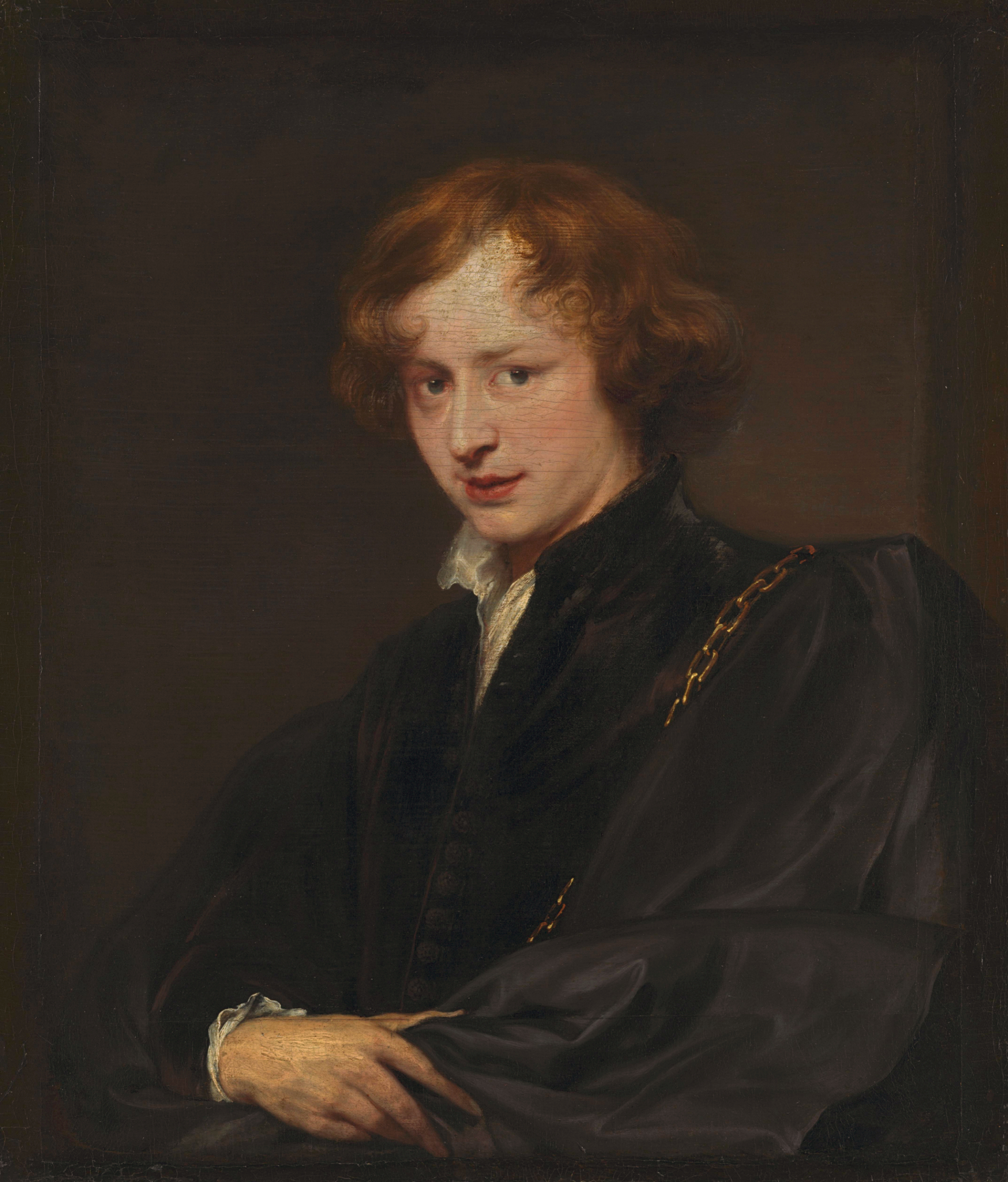
Antoine van Dyck, Autoportrait, v. 1621

### Peinture italienne duXIIIeauXVIIesiècle
Toutes les écoles de la peinture italienne renaissante et baroque sont représentées, avec des œuvres de Giotto, Fra Angelico, Fra Filippo Lippi, Sandro Botticelli (La Lamentation sur le Christ mort), Le Pérugin, Lorenzo Lotto, Titien, Le Tintoret, Raphaël, Léonard de Vinci (La Madone à l'œillet), Guido Reni, Tiepolo, Francesco Guardi, Canaletto.
- Fra Angelico, six peintures dont :
  - Ange de l'Annonciation ;
  - Cosme, Damien et leurs frères entendus par le proconsul Lysias ;
  - Cosme, Damien et leurs frères mis en croix ;
  - La Mise au tombeau.
- Arcimboldo, trois peintures : Allégories de l'été, l'automne et l'hiver.
- Fra Bartolomeo, une peinture : Adoration de l'Enfant.
- Botticelli, La Lamentation sur le Christ mort.
- Canaletto, deux peintures dont la Piazzetta à Venise.
- A. Carrache, deux peintures : Paysage avec scène fluviale.
- Cima da Conegliano, une peinture : Vierge à l'Enfant et saints.
- P. de Cortone, une peinture.
- Cosimo, Le Mythe de Prométhée.
- Ghirlandaio, une peinture : Vierge à l'Enfant et saints, le panneau central du Pala Tornabuoni.
- Giorgione, une peinture : Portrait d'un sénateur vénitien.
- Giotto, trois peintures : 
  - La Dernière Cène ;
  - Le Christ dans les limbes ;
  - Crucifixion.
- Guardi, huit peintures dont :
  - Le Grand Canal vu de San Geremio ;
  - Vue du Rialto et du palais des Camerlenghi ;
  - Vue de la Salute et de la Douane ;
  - Régate sur le canal de la Giudecca ;
  - Vue du portique ;
  - Concert de gala à Venise ;
  - Incendie dans le quartier de San Marcuola.
- F. Lippi, deux peintures : 
  - L'Annonciation à Marie ;
  - Vierge à l'Enfant.
- Longhi : Le jeu de cartes.
- Mantegna, une peinture.
- Masolino, une peinture : Vierge de l'humilité.
- Messine, Annonciation de la Vierge.
- Parmigianino, une peinture : Vierge à l'Enfant et un moine.
- Le Pérugin, trois peintures :
  - L'Apparition de la Vierge à saint Bernard.
  - Marie, saint Jean et saint Nicolas autour de l'Enfant Jésus ;
  - Le Baptême du Christ.
- Raphaël, trois peintures :
  - La Vierge au rideau ;
  - La Sainte Famille Canigiani ;
  - La Vierge Tempi.
- Del Sarto, une peinture.
- Tiepolo, deux peintures : Dernière Cène.
- Tintoret, douze peintures dont :
  - Les Fastes des Gonzague ;
  - Mars et Vénus surpris par Vulcain ;
  - Apollon et les Muses ;
  - Portrait d'un peintre ;
  - Le Christ entre Marie et Marthe.
- Titien, six peintures dont : 
  - La Couronne d'épines ;
  - Vanité ;
  - Portrait de Charles Quint ;
  - Portrait d'un jeune homme ;
  - Vierge à l'Enfant.
- Vasari, une peinture : Sainte Famille.
- Véronèse, trois peintures :
  - Justice et Prudence ;
  - Charité ;
  - Foi.
- Vinci, La Madone à l'œillet.

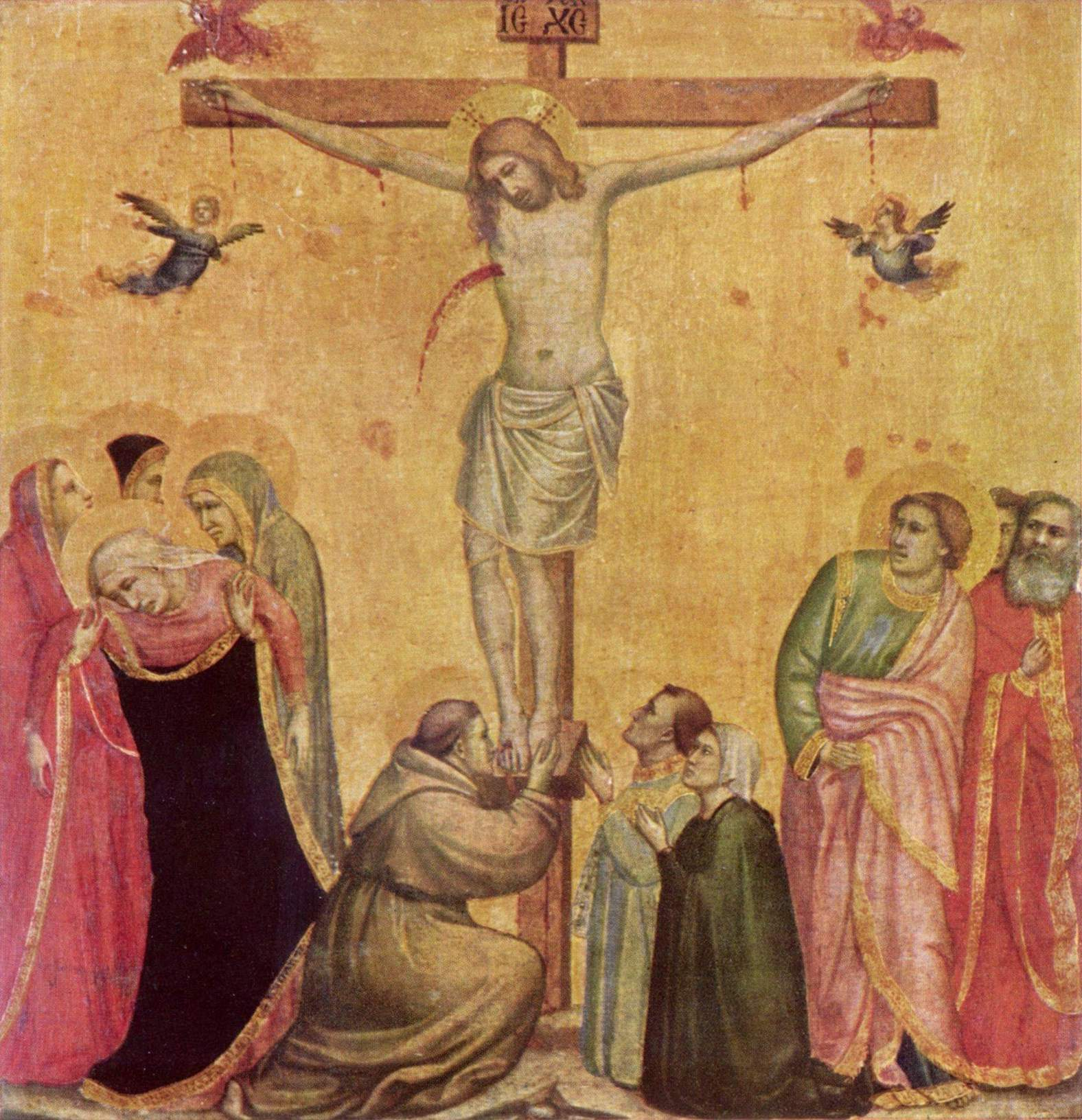
Giotto di Bondone, Le Christ en croix entre Marie et Jean, vers 1300.
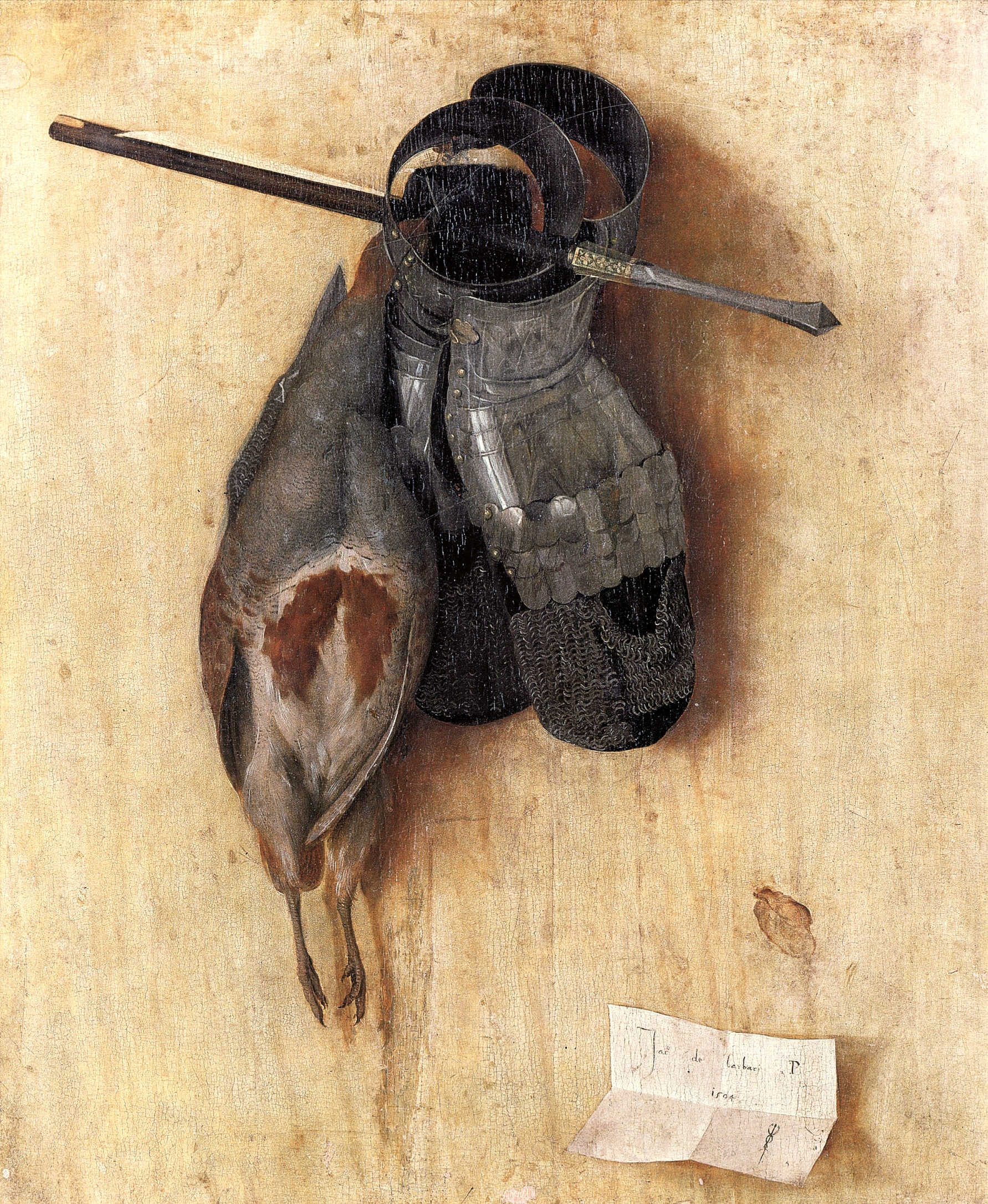
Jacopo de' Barbari (vers 1440–avant 1516), Nature morte à la perdrix et aux gantelets, 1504
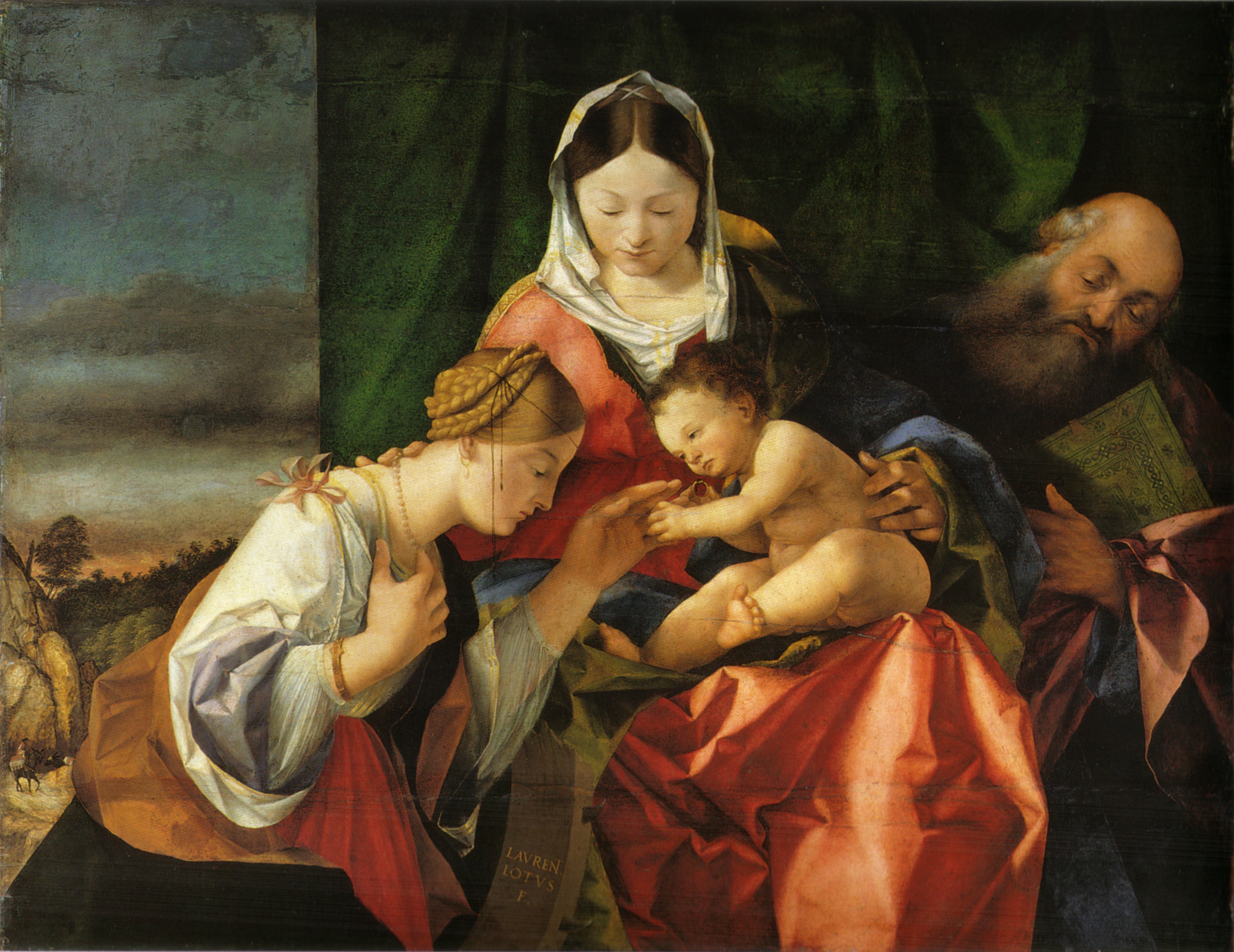
Lorenzo Lotto, Mariage mystique de Sainte Catherine, 1506–08
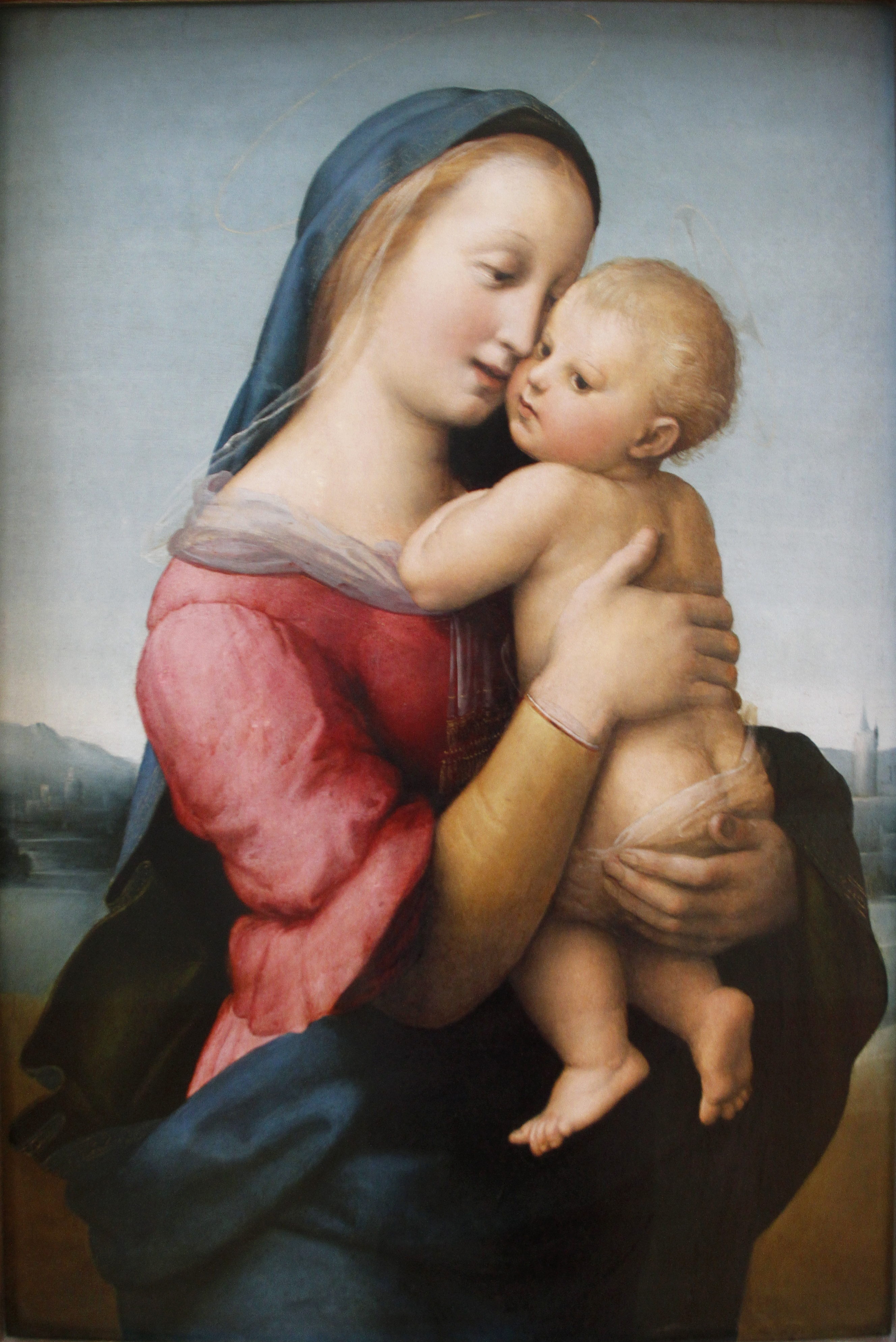
Raphaël, Madonna Tempi, 1508
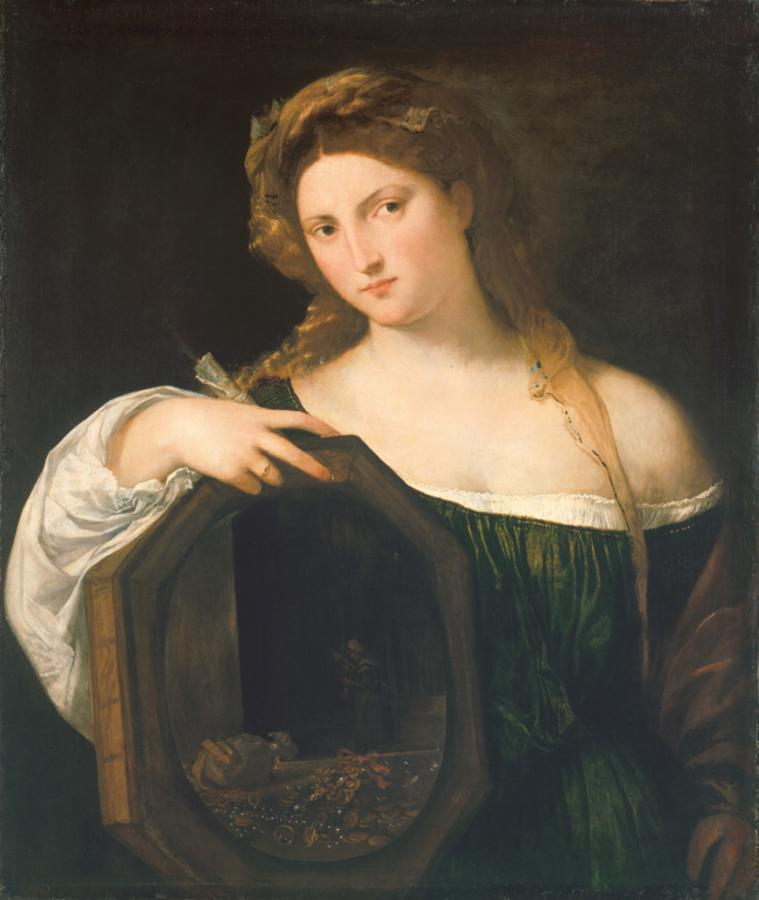
Titien, Vanité, v. 1516

### Peinture française desXVIIeetXVIIIesiècles
Malgré les étroites relations des Wittelsbach avec la France, cette collection est l'une des plus petites. On y trouve notamment des œuvres de Claude Lorrain, Nicolas Poussin, Jean-Honoré Fragonard, François Boucher, Chardin, Maurice-Quentin de la Tour (Mademoiselle Ferrand médite sur Newton), Nicolas Lancret, Claude Joseph Vernet (Port oriental au coucher de soleil).
- Boucher, cinq peintures dont : 
  - Madame de Pompadour ;
  - Jeune Fille allongée ou L'Odalisque Blonde ;
  - Idylle rurale ;
  - Vertumne et Pomone.
- Boulogne : 
  - Soldats jouant aux dés ;
  - Couronnement d'épines et moquerie du Christ.
- Champaigne, une peinture : Vierge à l'Enfant.
- Chardin, une peinture : La nettoyeuse de betteraves.
- Fragonard, deux peintures : 
  - Jeune fille au chien ;
  - Portrait d'une demoiselle.
- Greuze, deux peintures : 
  - Les gémissements de l'horloge (ou la vertu chancelante) ;
  - Louis de Sylvestre l'Ancien.
- Lancret, deux peintures : 
  - La cage à oiseaux ;
  - Le Concert.
- Le Lorrain, quatre peintures dont Vue d'un port au soleil couchant.
- Millet, deux peintures.
- Nattier, deux peintures  :
  - Les Amoureux ;
  - La marquise de Baglion sous les traits de Flore.
- Poussin, trois peintures : 
  - Midas et Bacchus ;
  - Apollon et Daphné ;
  - Lamentation du Christ.
- Robert : 
  - La pyramide du parc de Mauperthuis
  - Paysage avec ruines de temples romains
- Vouet, une peinture : Judith

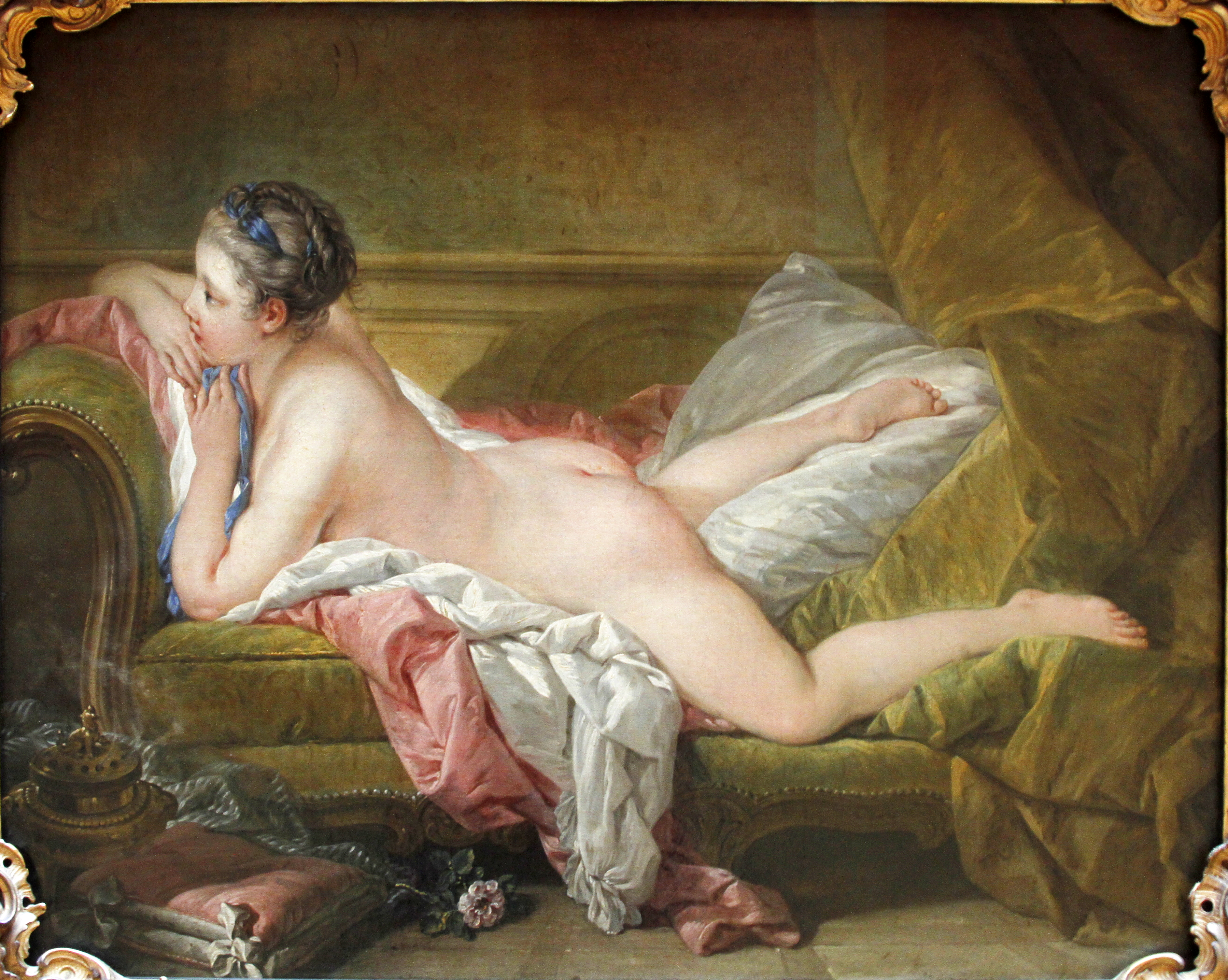
François Boucher, L'Odalisque blonde (Marie-Louise O'Murphy, 1737–1818)
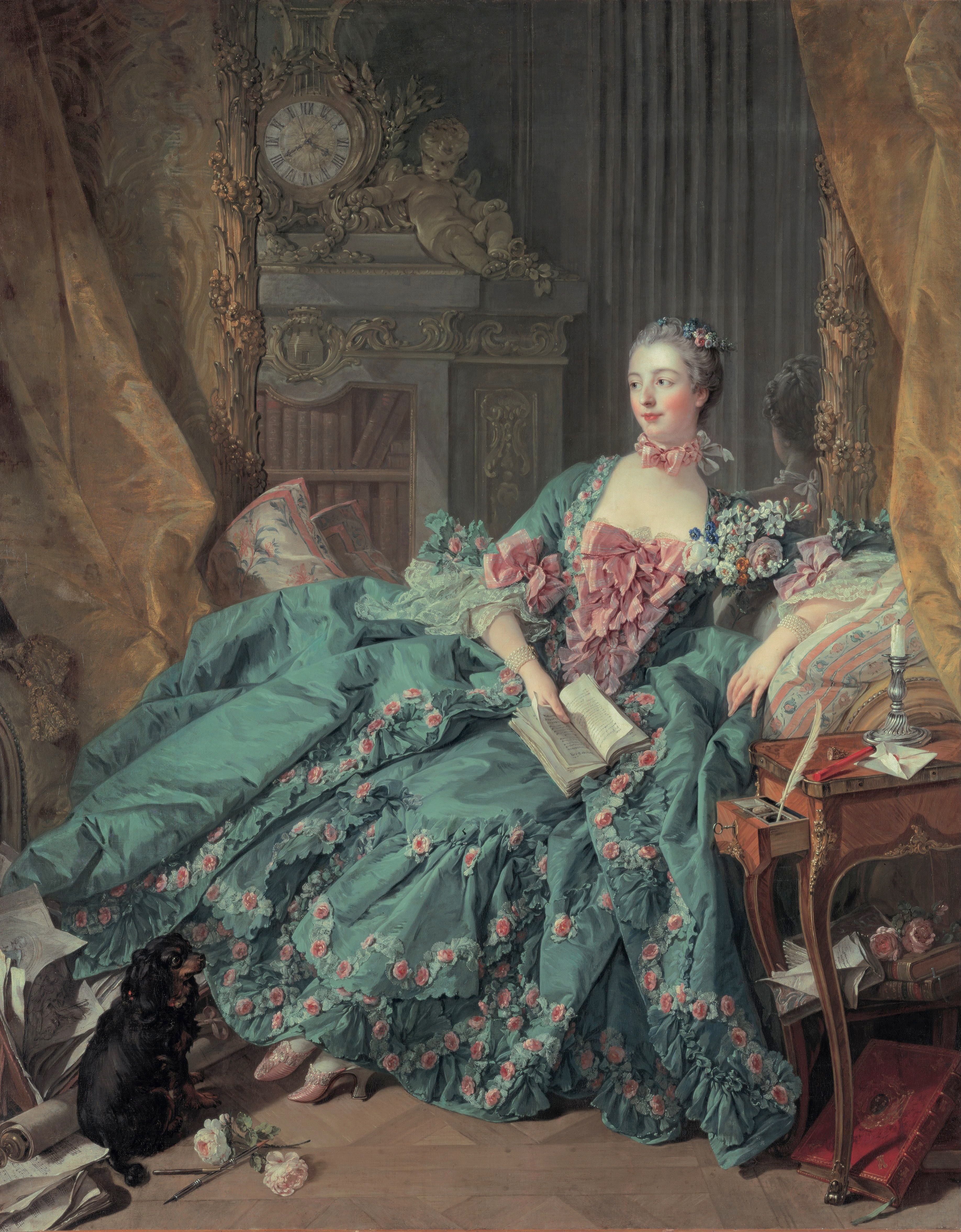
François Boucher, Madame de Pompadour, 1756
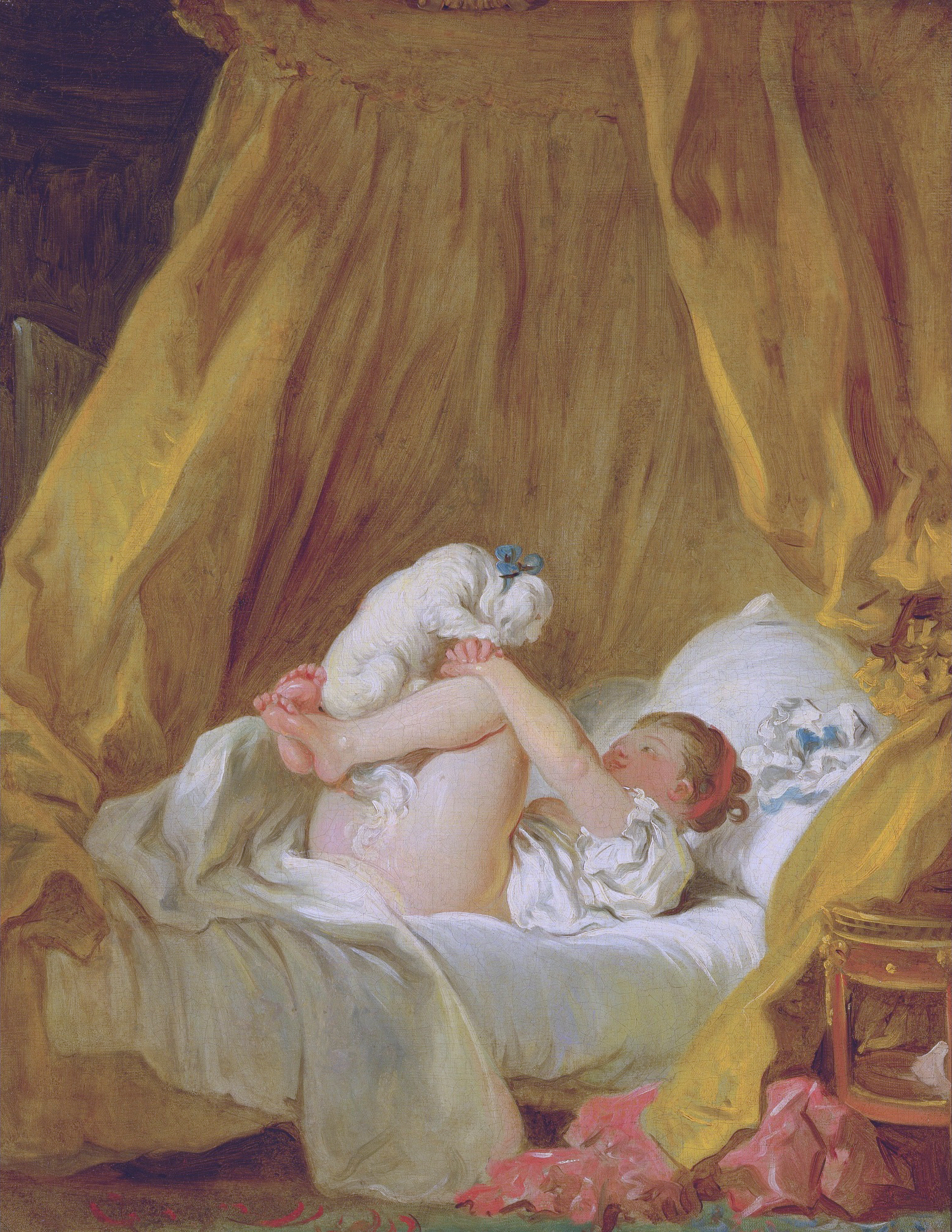
Jean-Honoré Fragonard, Jeune fille au chien, 1770–1775

### Peinture espagnole duXVIeauXVIIIesiècle
Bien qu'elle soit la collection la plus petite, avec une vingtaine d'oeuvres, tous les grands maîtres de la peinture espagnole sont représentés, notamment Murillo (Le Mangeur de melon et de raisin), Vélasquez, El Greco, de la Cruz (L'Infante Isabelle Claire Eugénie d'Espagne), Ribera et Zurbarán (Saint François en extase). Les peintures de Goya sont exposées à la Neue Pinakothek.
- Le Greco, deux peintures dont Le Dépouillement du Christ.
- Murillo, six peintures dont : 
  - Le Mangeur de melon et de raisin ;
  - Enfants mangeant un gâteau ;
  - La petite vendeuse de fruits ;
  - Garçons jouant aux dés ;
  - Toilette domestique.
- Ribera, Saint Barthélémy.
- Vélasquez, Portrait d'un homme jeune.
- Zurbaran, deux peintures dont Saint François en extase.

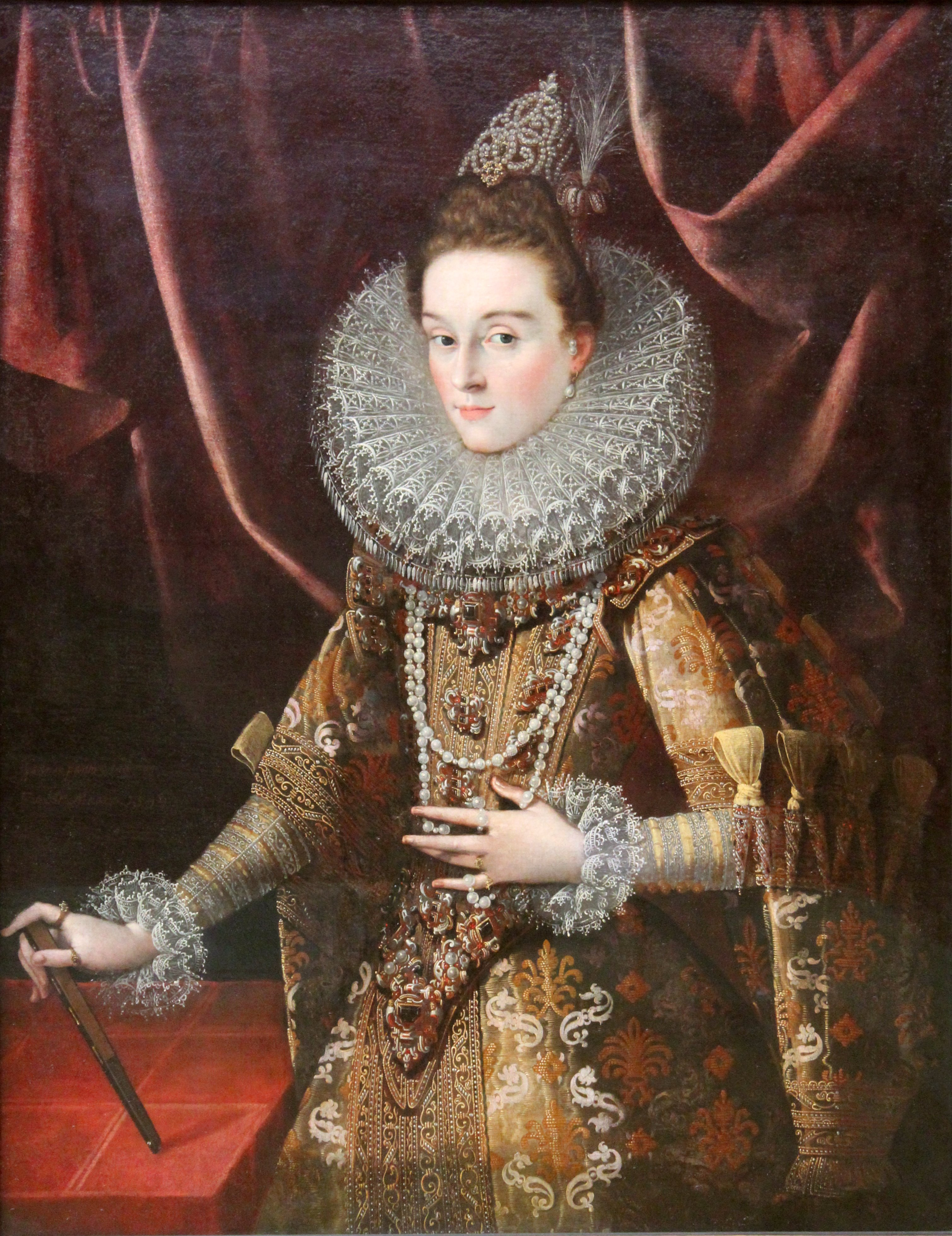
Juan Pantoja de la Cruz, L'Infante Isabella Clara Eugenia, 1599
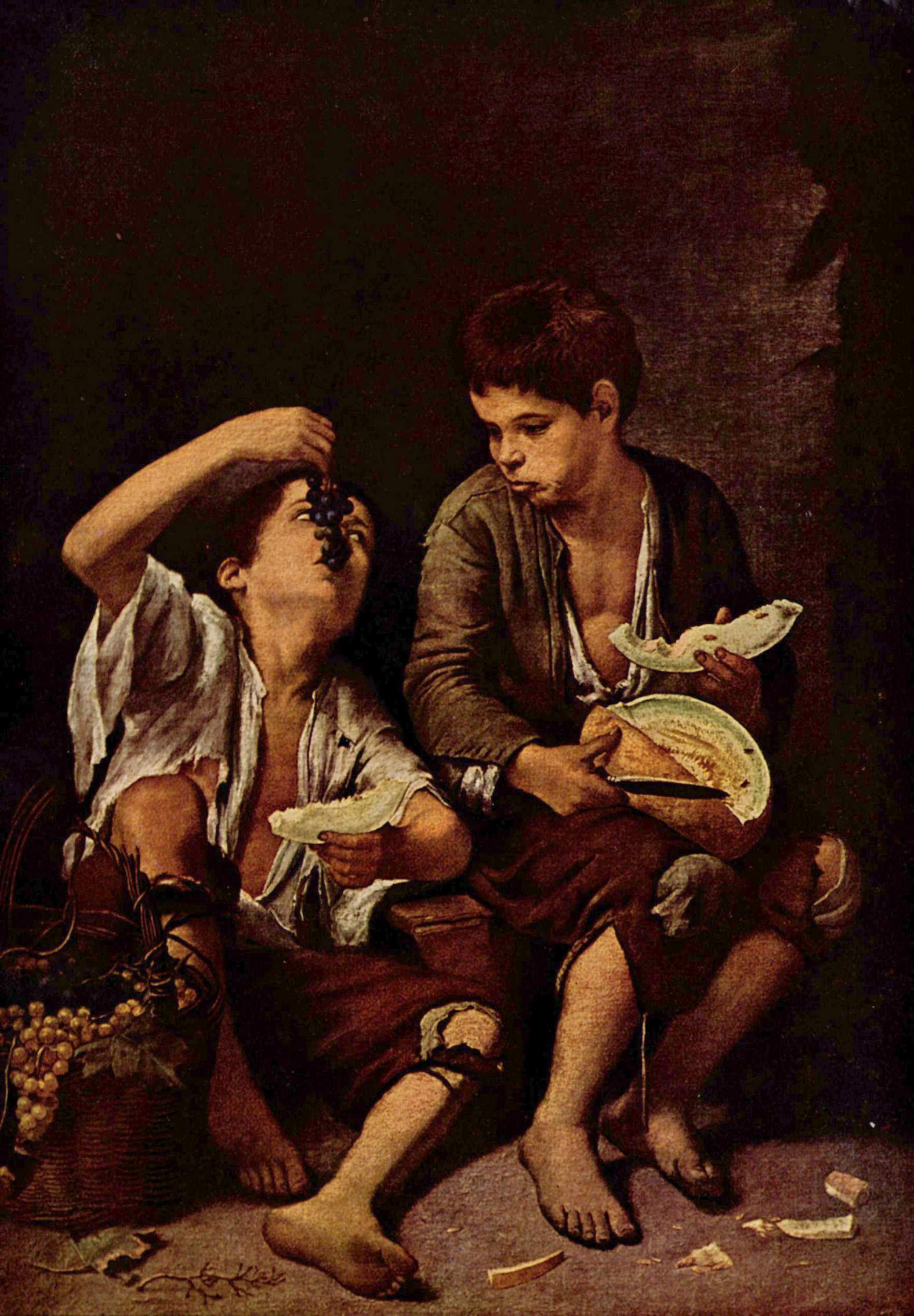
Murillo, Garçons mendiants mangeant des raisins et du melon, v. 1645–1655